# Nomada melathoracica
Nomada melathoracica är en biart som beskrevs av Ludwig Imhoff 1834. Nomada melathoracica ingår i släktet gökbin, och familjen långtungebin. Inga underarter finns listade i Catalogue of Life.